# Sergueï Morozov (cyclisme)
Pour les articles homonymes, voir Morozov et Sergueï Morozov.
Sergueï Anatolievitch Morozov (en russe, Морозов Сергей Анатольевич), né le 29 septembre 1951 à Léningrad (aujourd'hui Saint-Pétersbourg) en Russie où il est mort le 28 avril 2001, est un coureur cycliste soviétique dont la carrière s'est déroulée parallèlement à celle de Sergueï Soukhoroutchenkov.

## Biographie
À l'encontre des idées que public et spécialistes se faisaient du peu d'aptitude des coureurs russes à franchir la "Montagne", Sergueï Morozov se révèle escaladeur au point de gagner le Prix de la montagne du Tour de l'Avenir deux années consécutives. Comme Soukhoroutchenkov, il fait partie de l'équipe cycliste de l'URSS qui remporte 4 années consécutives le challenge du classement par équipes du Tour de l'Avenir. Mais Sergueï Morozov, que ses jeunes équipiers appelaient "le vieux" est de quatre années plus âgé que Soukhoroutchenkov. Originaire de Leningrad, il appartient au club Dynamo de cette ville, traditionnellement pourvoyeuse de champions du cyclisme soviétique. Quand il prend le départ du Tour de l'Avenir 1978, Morozov a déjà plusieurs années de présence dans les diverses équipes soviétiques qui s'exportent sur tous les continents. En 1977, médaille d'argent du Championnat du monde amateur, il manque de peu la première marche du podium. Il ne quitte le peloton cycliste qu'en 1986, après 15 années de présence active. C'est un des "grands" coureurs de l'Union soviétique
Conformément à son profil de "Mentor" Sergueï Morozov s'occupe ensuite d'encadrement sportif. Il est  tout d'abord entraîneur à la société sportive "Dynamo" de Léningrad; selon sa notice biographique russe, il est en  1991, directeur sportif d'une équipe professionnelle soviétique et russe, l'équipe Lada-Ghzel, dont l'existence ne dépasse pas l'année.

## Palmarès

### Palmarès année par année
- 1972
  - 2e du championnat d'URSS sur route
- 1975
  - 6e étape de la Tour du Táchira
  - 3e du Tour du Táchira
- 1976
  - 1re et 3e étapes du Tour de Yougoslavie[6]
  - 2e du Championnat d'URSS sur route
  - 2e du Tour de Sotchi
  - 2e du Tour de Crimée
  - 3e du Circuit de Saône-et-Loire
- 1977
  - Champion d'URSS sur route
  -  Médaillé d'argent du championnat du monde sur route amateurs
- 1978
  - Tour de l'Avenir :
    - Grand Prix de la montagne
    - 11e étape (Morzine-Avoriaz)

  - 7eb étape (contre-la-montre) du Grand Prix Guillaume Tell[7]
  - 3e du Tour de l'Avenir[8]
- 1979
  - Prologue et 1re étape du Tour des régions italiennes
  - Tour de Yougoslavie :
    - Classement général
    - 7e et 11e étapes

  - Tour de l'Avenir :
    - Grand Prix de la montagne
    - 8e étape  (Divonne-les-Bains-Aix-les-Bains)

  - 4e du Tour de l'Avenir[8]
- 1980
  - 1re et 6e étapes du Tour de Cuba
  - 3e étape de la Course de la Paix
  - 3e du Tour de Cuba[9]
- 1981
  - 1re et 5e étapes du Tour de Sotchi
  - 4e du Tour de l'Avenir[8]
- 1982
  - 4ea étape du Tour de Sotchi (contre-la-montre)
  - 10e du Tour de l'Avenir

### Places d'honneur
- 1975
  - 16e du Circuit de la Sarthe[10]
- 1976
  - 4e du Tour de Yougoslavie
  - 22e de la Course de la Paix[9]
- 1977
  - 6e de la Milk Race
- 1978
  - 7e du Grand Prix Guillaume Tell[11]
  - 8e du Tour de Yougoslavie
  - 14e de la Course de la Paix[8]
  - 25e du Tour du Luxembourg[12]
  - 31e du championnat du monde sur route amateurs
- 1979
  - 15e du Circuit de la Sarthe
  - 15e du Tour du Luxembourg
- 1980
  - 4e de la Course de la Paix[8]
  - 11e du Tour du Luxembourg
  - 12e du Tour de l'Avenir[8]
- 1981
  - 4e du Tour de Sotchi
  - 5e du Championnat d'URSS sur route

### Victoires dans les classements annexes

#### Grand Prix de la montagne
- Milk Race 1977
- Ruban granitier breton 1976

#### Les victoires collectives avec l'équipe de l'URSS
- Milk Race : 1977
- Grand Prix Guillaume Tell : 1978
- Tour de Yougoslavie : 1976, 1978, 1979[13]

## Distinction
- 1978 : Maître émérite du sport soviétique (cyclisme)[14]